# EFAF Cup 2008
Die Saison 2008 ist die 7. Spielzeit des EFAF Cups. Es wird eine Qualifikationsrunde mit vier Vorrundengruppen gespielt, wobei sich jeweils der Gruppenerste für das Halbfinale qualifiziert.
Für Deutschland gingen die Berlin Adler an den Start. Österreich stellte mit insgesamt drei Teams, den Danube Dragons, Hohenems Blue Devils und den Carinthian Black Lions die meisten Teams einer Nation. Die Bern Grizzlies waren als einziger Vertreter der Schweiz im Wettbewerb.
Gestartet wurde der EFAF Cup am 5. April mit den Spielen Berlin Adler gegen Amsterdam Crusaders (26:12) und The Crew Wrocław gegen Prague Panthers (0:53) und endet mit dem Sieg der Berlin Adler gegen die Parma Panthers (29:0) im Finalspiel am 12. Juli.

## Qualifikationsrunde

### Gruppe A
| Datum     | Kickoff | Heim                 | Ergebnis | Gast                 | Stadion                              |
| --------- | ------- | -------------------- | -------- | -------------------- | ------------------------------------ |
| 20. April | 14:00   | Hohenems Blue Devils | 38:0     | Bern Grizzlies       | Herrenriedstadion, Hohenems          |
| 10. Mai   | 19:00   | Bern Grizzlies       | 0:28     | Hohenems Blue Devils | Leichtathletikstadion Wankdorf, Bern |

|    | Verein               | Sp | TD   | Diff. | Punkte |
| -- | -------------------- | -- | ---- | ----- | ------ |
| 1. | Hohenems Blue Devils | 2  | 66:0 | +66   | 4:0    |
| 2. | Bern Grizzlies       | 2  | 0:66 | −66   | 0:4    |

### Gruppe B
| Datum     | Kickoff | Heim                   | Ergebnis | Gast                   | Stadion                            |
| --------- | ------- | ---------------------- | -------- | ---------------------- | ---------------------------------- |
| 19. April | 17:00   | Carinthian Black Lions | 39:20    | Badalona Drags         | ASK-Sportanlage Fischl, Klagenfurt |
| 26. April | 18:00   | Badalona Dracs         | 30:41    | Parma Panthers         | Stadium Poli Deportivo, Badalona   |
| 11. Mai   | 14:00   | Parma Panthers         | 42:35    | Carinthian Black Lions | Stadio Comunale Cortile, Parma     |

|    | Verein                 | Sp | TD    | Diff. | Punkte |
| -- | ---------------------- | -- | ----- | ----- | ------ |
| 1. | Parma Panthers         | 2  | 83:65 | +18   | 4:0    |
| 2. | Carinthian Black Lions | 2  | 74:62 | +12   | 2:2    |
| 3. | Badalona Dracs         | 2  | 50:80 | −30   | 0:4    |

### Gruppe C
| Datum     | Kickoff | Heim                | Ergebnis | Gast                | Stadion                                 |
| --------- | ------- | ------------------- | -------- | ------------------- | --------------------------------------- |
| 5. April  | 18:00   | Berlin Adler        | 26:12    | Amsterdam Crusaders | Friedrich-Ludwig-Jahn-Sportpark, Berlin |
| 20. April | 14:00   | Amsterdam Crusaders | 0:3      | Triangle Razorbacks | Sportpark Sloten, Amsterdam             |
| 10. Mai   | 18:00   | Berlin Adler        | 38:0     | Triangle Razorbacks | Friedrich-Ludwig-Jahn-Sportpark, Berlin |

|    | Verein              | Sp | TD  | Diff. | Punkte |
| -- | ------------------- | -- | --- | ----- | ------ |
| 1. | Berlin Adler        | 2  | 4:0 | 64:12 | +52    |
| 2. | Triangle Razorbacks | 2  | 2:2 | 3:38  | −35    |
| 3. | Amsterdam Crusaders | 2  | 0:4 | 12:29 | −17    |

### Gruppe D
| Datum     | Kickoff | Heim             | Ergebnis | Gast             | Stadion                             |
| --------- | ------- | ---------------- | -------- | ---------------- | ----------------------------------- |
| 5. April  | 18:00   | The Crew Wrocław | 0:53     | Prague Panthers  | Olympiastadion, Breslau             |
| 19. April | 18:00   | Danube Dragons   | 84:0     | The Crew Wrocław | Rattenfängerstadion, Korneuburg     |
| 11. Mai   | 15:00   | Prague Panthers  | 55:19    | Danube Dragons   | Stadion der Karls-Universität, Prag |

|    | Verein           | Sp | TD     | Diff. | Punkte |
| -- | ---------------- | -- | ------ | ----- | ------ |
| 1. | Prague Panthers  | 2  | 108:19 | +89   | 4:0    |
| 2. | Danube Dragons   | 2  | 103:55 | +48   | 2:2    |
| 3. | The Crew Wrocław | 2  | 0:137  | −137  | 0:4    |

## Play-offs
|  | Halbfinale  | Halbfinale           | Halbfinale |  |  | EFAF-Cup-Finale | EFAF-Cup-Finale | EFAF-Cup-Finale |
|  |             |                      |            |  |  |                 |                 |                 |
|  |             |                      |            |  |  |                 |                 |                 |
|  | Italien     | Parma Panthers       | 33         |  |  |                 |                 |                 |
|  | Osterreich  | Hohenems Blue Devils | 29         |  |  |                 |                 |                 |
|  |             |                      |            |  |  | Deutschland     | Berlin Adler    | 29              |
|  |             |                      |            |  |  | Italien         | Parma Panthers  | 0               |
|  | Deutschland | Berlin Adler         | 25         |  |  |                 |                 |                 |
|  | Tschechien  | Prague Panthers      | 21         |  |  |                 |                 |                 |
|  |             |                      |            |  |  |                 |                 |                 |